# Jotunheimens nationalpark

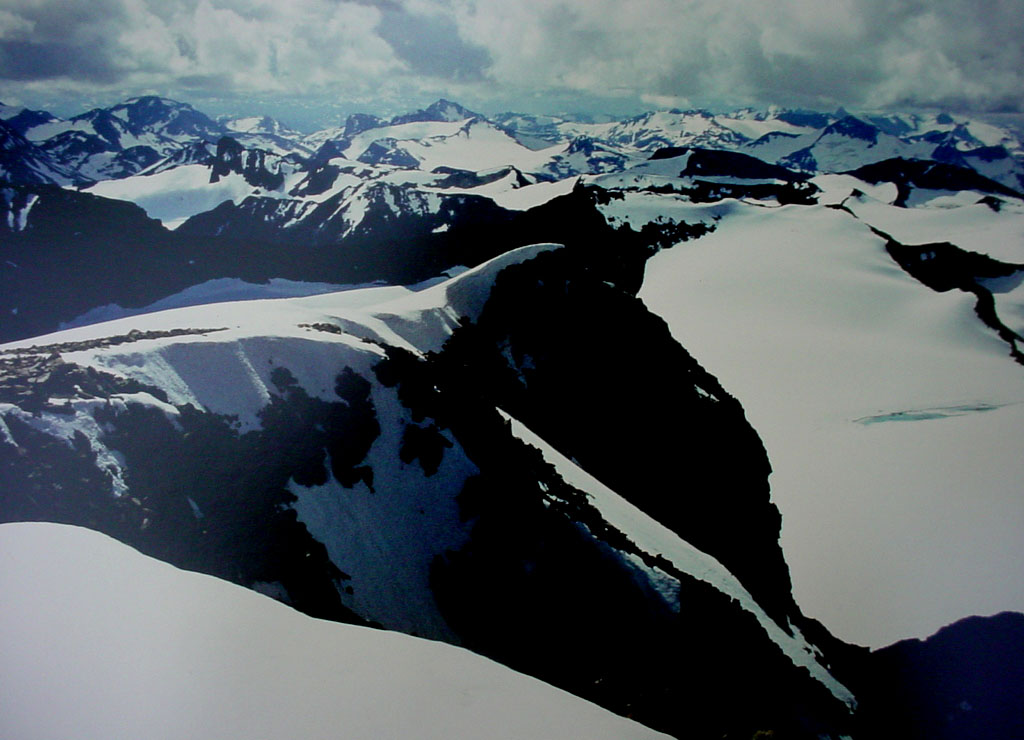
Utsikt över Jotunheimen från Galdhøpiggen.

Jotunheimens nationalpark (norska: Jotunheimen nasjonalpark) är en norsk nationalpark som ligger centralt i högfjällsområdet Jotunheimen i Lom, Vågå och Vang kommuner i Oppland samt Luster och Årdal kommuner i Sogn og Fjordane. Den inrättades 1980 och täcker en yta på 1 155 km². I Jotunheimen finns Galdhøpiggen (2469 m) och Glittertind (2465 m), Nordeuropas två högsta fjälltoppar.